# Hymnaire
Un hymnaire est un ouvrage rassemblant plusieurs hymnes, chants religieux métriques ou rythmiques qui sont dits à chaque heure de l’office (par exemple le Veni Creator). Les premiers hymnaires connus manuscrit apparaissent en Europe au Moyen Âge. La Réforme protestante au XVIe siècle ainsi que la découverte de l'imprimerie confère aux hymnaires une place centrale dans le culte au sein des différentes Églises de la Réforme en Europe de l'Ouest et en Europe centrale.
L’hymnaire et parfois l’antiphonaire peuvent dès l’origine être associés dans le même manuscrit à un psautier : on parle alors de psautier-hymnaire et de psautier-antiphonaire.

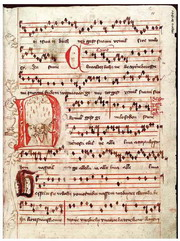
Jistebnický kancionál, un hymnaire manuscrit tchèque, v. 1430
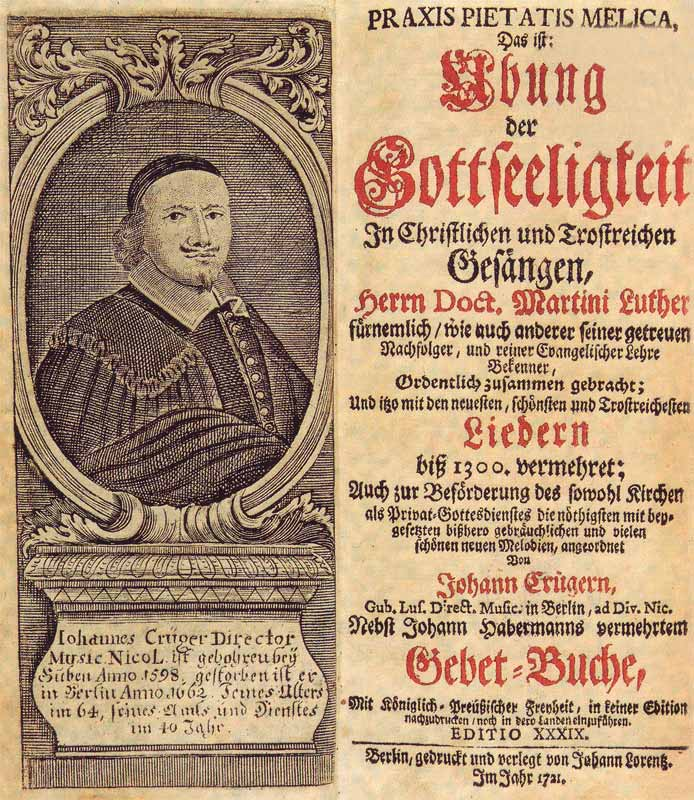
Praxis pietatis melica par Johann Crüger, un important hymnaire luthérien allemand du XVIIe siècle.